# USA (album, King Crimson)
USA je druhé koncertní album britské rockové skupiny King Crimson. Deska vyšla v dubnu 1975 (viz 1975 v hudbě), více než půl roku poté, co byla činnost kapely (dočasně) ukončena.

## Popis alba a jeho historie
Po nahrání studiového alba Red v letních měsících roku 1974 byla 24. září toho roku skupina King Crimson jejím kytaristou a lídrem Robertem Frippem rozpuštěna. Samotná deska Red vyšla až jako jakýsi pohrobek v listopadu 1974.
Album USA, vydané ještě později – v dubnu 1975, bylo nahráno na koncertech v červnu 1974, během turné v USA, kdy King Crimson fungovali ještě jako kvartet. Většina skladeb na desce byla nahrána na vystoupení 28. června v newjerseyském městě Asbury Park, „21st Century Schizoid Man“ pochází z koncertu konaného o dva dny později v hlavním městě Rhode Islandu Providence. Kvůli technickým problémům s původními nahranými pásky ale musely být v některých skladbách v dubnu 1975 provedeny částečné studiové overduby houslí a elektrického piana, čehož se zmocnil Eddie Jobson.
Desku (a také koncerty King Crimson v té době) otvírá úryvek z alba (No Pussyfooting), společné nahrávky Roberta Frippa a Briana Ena, přičemž na CD reedicích je tato část ve vlastní stopě, oddělená od první skladby „Larks' Tongues in Aspic, Part Two“. Na CD byly k původnímu albu přidány další bonusové skladby, které byly také nahrány 28. června 1974 v Asbury Parku.

## Seznam skladeb
Původní vydání
| Strana 1 | Strana 1                          | Strana 1                    | Strana 1                        | Strana 1 |
| Pořadí   | Název                             | Autor                       | Původní album                   | Délka    |
| -------- | --------------------------------- | --------------------------- | ------------------------------- | -------- |
| 1.       | Larks' Tongues in Aspic, Part Two | Fripp                       | Larks' Tongues in Aspic (1973)  | 6:45     |
| 2.       | Lament                            | Fripp, Wetton, Palmer-James | Starless and Bible Black (1974) | 4:05     |
| 3.       | Exiles                            | Cross, Fripp, Palmer-James  | Larks' Tongues in Aspic (1973)  | 7:04     |

| Strana 2       | Strana 2                  | Strana 2                               | Strana 2                                | Strana 2 |
| Pořadí         | Název                     | Autor                                  | Původní album                           | Délka    |
| -------------- | ------------------------- | -------------------------------------- | --------------------------------------- | -------- |
| 1.             | Asbury Park               | Bruford, Cross, Fripp, Wetton          | —                                       | 6:50     |
| 2.             | Easy Money                | Fripp, Wetton, Palmer-James            | Larks' Tongues in Aspic (1973)          | 6:32     |
| 3.             | 21st Century Schizoid Man | Fripp, McDonald, Lake, Giles, Sinfield | In the Court of the Crimson King (1969) | 7:32     |
| Celková délka: | Celková délka:            | Celková délka:                         | Celková délka:                          | 38:48    |

CD reedice
| Pořadí         | Název                             | Autor                                       | Původní album                           | Délka |
| -------------- | --------------------------------- | ------------------------------------------- | --------------------------------------- | ----- |
| 1.             | Walk On… No Pussyfooting          | Eno, Fripp                                  | (No Pussyfooting) (1973)                | 0:35  |
| 2.             | Larks' Tongues in Aspic, Part Two | Fripp                                       | Larks' Tongues in Aspic (1973)          | 6:24  |
| 3.             | Lament                            | Fripp, Wetton, Palmer-James                 | Starless and Bible Black (1974)         | 4:21  |
| 4.             | Exiles                            | Cross, Fripp, Palmer-James                  | Larks' Tongues in Aspic (1973)          | 7:23  |
| 5.             | Asbury Park                       | Bruford, Cross, Fripp, Wetton               | —                                       | 6:53  |
| 6.             | Easy Money                        | Fripp, Wetton, Palmer-James                 | Larks' Tongues in Aspic (1973)          | 7:11  |
| 7.             | 21st Century Schizoid Man         | Fripp, McDonald, Lake, Giles, Sinfield      | In the Court of the Crimson King (1969) | 8:10  |
| 8.             | Fracture                          | Fripp                                       | Starless and Bible Black (1974)         | 11:19 |
| 9.             | Starless                          | Bruford, Cross, Fripp, Palmer-James, Wetton | Red (1974)                              | 14:57 |
| Celková délka: | Celková délka:                    | Celková délka:                              | Celková délka:                          | 67:49 |

## Obsazení
- King Crimson
  - Robert Fripp – kytara, mellotron
  - John Wetton – zpěv, baskytara
  - David Cross – housle, viola, mellotron, elektrické piano
  - Bill Bruford – bicí, perkuse
- Eddie Jobson – housle (2, 7), elektrické piano (3)